# 关于武装冲突情况下保护文化财产的海牙公约

簽署國，粉色為簽署但國會未過

《关于武装冲突情况下保护文化财产的海牙公约》，又称《1954年海牙公约》，是联合国教育、科学及文化组织于1954年5月14日在荷兰海牙通过的一项国际公约，旨在保护受到武装冲突威胁的各国文化遗产免遭破坏。

## 文化財產定義
文中定義对每一民族文化遗产具有重大意义的可移动或不可移动的财产，例如建筑、艺术或历史纪念物而不论其为宗教的或非宗教；考古遗址；作为整体具有历史或艺术价值的建筑群；艺术作品；具有艺术、历史或考古价值的手稿、书籍及其它物品；以及科学收藏品和书籍或档案的重要藏品或者上述财产的复制品。
及保存或陈列該些物品的建築，例如博物馆、大型图书馆和档案库以及拟武裝衝突下藏放之處所，也在保護範圍。

## 義務
占领另一缔约国全部或部分领土的任何缔约国，应尽可能协助被占领国国家主管当局保护并保存其文化财产。且不得对文化财产施以任何报复性破坏行为。
不可蓄意攻擊用于保护文化财产的设施，然而有一條但書是在軍事絕對必要條件下可以攻擊建築與環境，例如確認敵軍已使用該博物館作為軍事基地，但不可蓄意將攻擊波及文化財產本身。此條款被認為開了一個巧門，可能被藉口濫用而使整個公約失效。

## 外部連結
- International Council on Monuments and Sites 公约全文
- 中文翻譯全文 （页面存档备份，存于）